# Stephen Young (acteur)
Pour les articles homonymes, voir Stephen Young et Young.
Stephen Young est un acteur et scénariste américano-canadien né le 19 mai 1931 à Toronto.

## Filmographie
acteur
- 1963 : Les 55 Jours de Pékin (55 Days at Peking)
- 1964 : L'attaque dura sept jours (The Thin Red Line) : Stack (billed under Stephen Levy, his real name)
- 1965 : Seaway (série télévisée) : Nick King
- 1966 : Don't Forget to Wipe the Blood Off
- 1967 : Judd for the Defense (série télévisée) : Ben Caldwell
- 1970 : Patton : Capt. Chester B. Hansen
- 1970 : The Mask of Sheba (TV) : Travis Comanche
- 1972 : Oh, Nurse! (TV)
- 1972 : Rage : Maj. Reintz
- 1973 : Soleil vert (Soylent Green) : Gilbert
- 1974 : Police parallèle (The Death Squad) (TV) : Lieutenant Andrece
- 1976 : Breaking Point : Peter Stratas
- 1976 : L'Adam de la mer (Lifeguard) de Daniel Petrie : Larry
- 1976 : The Clown Murders : Charlie
- 1980 : The Little Dragons : Lunsford
- 1981 : Deadline : Steven Lessey
- 1981 : Chairman of the Board (série télévisée) : The Chairman
- 1982 : Portrait of a Showgirl (TV) : Congressman
- 1982 : Spring Fever : Neil Berryman
- 1983 : Between Friends (en) (TV) : Martin
- 1985 : Picking Up the Pieces (TV)
- 1988 : Not Another Mistake
- 1989 : Mais qui est Harry Crumb ? (Who's Harry Crumb?) de Paul Flaherty : Le décorateur d'intérieur
- 1990 : The Gumshoe Kid : Cop
- 1992 : Foreign Affairs (série télévisée) : Gus Rafferty
- 1994 : Poussée à bout (Scorned) : Mason Wainwright
- 1995 : A Perry Mason Mystery: The Case of the Jealous Jokester (TV)
- 1998 : When Husbands Cheat (TV) : Peter Fisher
- 1999 : Strange Justice (en) (TV) : Sen. Danforth
- 1999 : Execution of Justice (TV) : George Moscone
- 2000 : The Last Debate (TV) : Richard Meredith
- 2002 : The Rendering : Det. Nick Sousa
- 2002 : The Skulls II (vidéo) : Senator George Milford
- 2008 : Charlie Bartlett

scénariste
- 1977 : Holmes et Yoyo
- 1977 : The Jeffersons
- 1977 : Sanford and Son
- 1977 : C.P.O. Sharkey